# 塞缪尔·瑞恩·柯蒂斯
塞缪尔·瑞恩·柯蒂斯（Samuel Ryan Curtis，1805年2月3日—1866年12月26日）是一位美国军官，首批当选国会议员的共和党人之一。他以在美国南北战争的密西西比战区中担任联邦军将军而闻名，特别是在1862年的豌豆岭战役和1864年的西港战役中取得了胜利。

## 早期生活和政治生涯
柯蒂斯生于纽约尚普兰附近，于1831年毕业于西点军校。在1832年离开军队之前，他曾驻扎在印第安领地（今俄克拉荷马州）的吉布森堡。 后来他移居俄亥俄州，在那里担任马斯金格姆河改建工程的土木工程师，并在1841年成为一名律师。在美墨战争期间，他被任命为俄亥俄州第2志愿团上校，并曾担任多个占领城市的军事总督。 
1850年代美墨战争结束后，柯蒂斯在艾奥瓦州得梅因市河道改造工程、圣路易斯公共基础设施工程以及艾奥瓦州美国中央铁路公司担任总工程师。他于1856年成为基奥卡克市长，并于同年当选艾奥瓦州第一国会选区共和党众议员。柯蒂斯和同一天当选的蒂莫西·戴维斯都是艾奥瓦州首次进入众议院任职的共和党人。柯蒂斯于1858年和1860年再次当选，在国会大力支持横贯大陆铁路计划。

## 南北战争中的服役
柯蒂斯是亚伯拉罕·林肯总统的支持者，曾经被考虑过林肯政府内阁的席位。然而，南北战阵爆发后，柯蒂斯于1861年6月1日被任命为艾奥瓦第2步兵团上校，这让他在年8月4日辞去了国会议员的职务。 随后他被晋升为准将，生效期追溯至1861年5月17日。

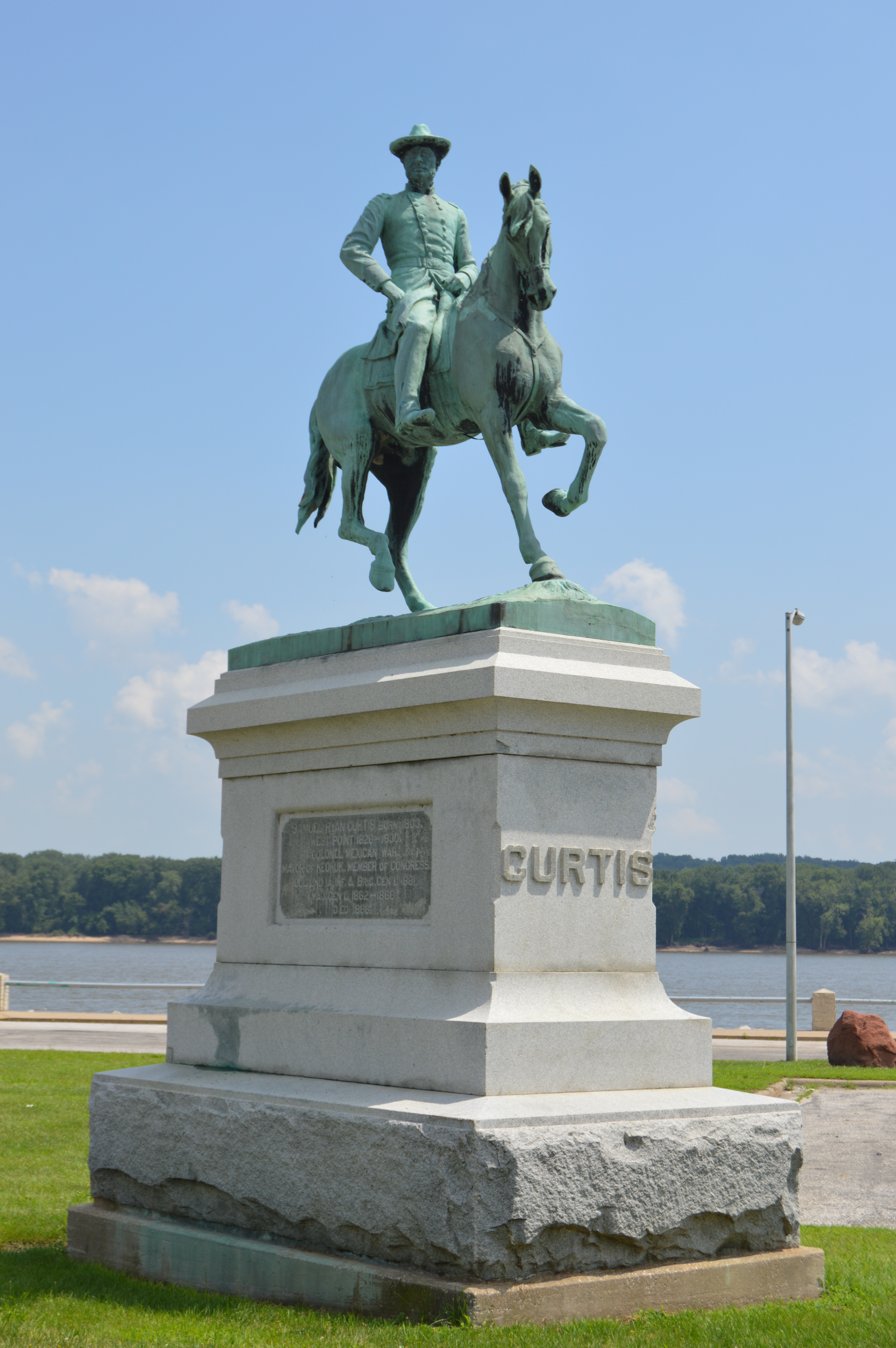
基奥卡克河边的戎马雕塑

1861年12月25日，亨利·哈勒克少将任命柯蒂斯为西南军司令。西南军最开始由3个师组成，包括弗朗兹·西格尔（Franz Sigel）准将的第1师，亚历山大·阿斯伯斯（Alexander Asboth）的第2师，以及杰斐逊·戴维斯（Jefferson C. Davis）上校的第3师。出生于德国的西格尔在大量德国移民士兵中有很高的威望，他因为自己没有被任命为司令，扬言要辞职抗议。柯蒂斯于是把主要由德裔士兵组成的第1、第2师的指挥权交给了西格尔，同时组建了第4师，交由尤金·卡尔（Eugene A. Carr）上校指挥。
柯蒂斯将军部南迁至密苏里州罗拉，以巩固联邦对阿肯色州的控制。1862年3月7日至8日，他指挥部队在阿肯色州西北的豌豆岭战役中战胜了人数多余自己的联盟军。自1862年3月21日起，他因该战役的胜利而晋升为少将。
豌豆岭战役后，柯蒂斯继续了自己的攻势，并于当年7月占领阿肯色州的海伦娜。9月，柯蒂斯被任命为密苏里州地区的司令。但是在柯蒂斯因其废奴主义观点而与密苏里州州长发生争吵，林肯不得不将他调离，任命他为堪萨斯和印第安领地司令。
1864年，柯蒂斯回到密苏里州，将自己的堪萨斯部队集结，成立了边境军，与密苏里的骑兵部队一起在10月23日的西港战役中打败了入侵密苏里的联盟军，迫使联盟军撤退。

## 晚年
1865年末，他回到艾奥瓦州，在那里加入了太平洋联合铁路公司，直到次年在艾奥瓦州康瑟尔布拉夫斯去世。他被安葬在基奥卡克的奥克兰公墓。